# Anthrax angustipennis
Anthrax angustipennis är en tvåvingeart som beskrevs av Macquart 1840. Anthrax angustipennis ingår i släktet Anthrax och familjen svävflugor. Inga underarter finns listade i Catalogue of Life.